# 천하람
천하람(千하람, 1986년 7월 10일~)은 대한민국의 법조인, 정치인이다. 제22대 국회의원이다.

## 생애
대구광역시 중구 대봉동에서 태어나 대구초등학교를 졸업한 뒤 경신중학교에 입학하였고 1학년을 마친 뒤 성직자였던 부친의 새로운 목회지인 부산광역시로 이주하여 중학교를 졸업하였으며 고등학교 때 짧은 미국 유학 후 귀국하였으나 유급 문제로 고등학교를 중퇴하고 검정고시와 수능을 본 뒤 고려대학교 법과대학 법학과에 입학하였다. 학사 취득 후 고려대학교 법학전문대학원에서 법학 전문석사 과정을 이수하고 제1회 변호사 시험에 합격했다. 대한법률구조공단 공익법무관으로 군 복무를 한 후, 김앤장 법률사무소 소속 변호사로 활동했다.
2019년 조국 사태를 계기로 결성된 청년들의 보수주의 정치 단체인 젊은보수를 설립했고, 2020년에 미래통합당 창당 과정에도 합류했다. 2020년 4월 15일에 실시된 대한민국 제21대 국회의원 선거에서는 미래통합당 소속으로 전라남도 순천시·광양시·곡성군·구례군 갑 선거구에 출마했으나, 득표율 3%에 그쳐 4위로 낙선했다. 또한 순천시 해룡면이 제21대 국회의원 선거구 획정 과정에서 순천시·광양시·곡성군·구례군 을 선거구에 편입된 것을 게리맨더링이라고 비판하고 헌법재판소에 헌법소원을 제기했으나, 헌법재판소는 2023년 10월 26일에 기각 판결을 내렸다.
2023년에 열린 국민의힘 제3차 전당대회에서는 친유 출신의 이준석 전직 국민의힘 대표의 지원을 받은 이른바 친유승민계의 ‘천아용인’(천하람·허은아·김용태·이기인)의 일원으로 당 대표에 도전하였으나 실패하였다.
2023년 12월 국민의힘을 탈당하고 이준석의 주도로 창당하는 개혁신당에 합류했다. 2024년 제22대 국회의원 선거에서는 당초 순천시 갑 지역구로 공천되는 듯했으나, 비례대표 2번으로 공천되었다. 이어 본 선거 결과 당선권에 들면서 제22대 국회의원으로 당선되었다.
2025년 1월 허은아가 당원소환 투표를 통해 대표직에서 해임되자, 제2차 전당대회에서 새로운 대표가 선출될 때까지 개혁신당 대표 권한대행을 수행했다.

## 학력
- 대구초등학교 졸업
- 경신중학교 졸업
- 미국 유학 후 귀국하여 고등학교 중퇴하면서 고등학교 졸업학력 검정고시 합격
- 고려대학교 법과대학 법학 학사
- 고려대학교 법학전문대학원 법학 전문석사

## 경력
- 제1회 변호사시험 합격
- 대한변호사협회 제2법제이사
- 대한민국 대법원 사법정책분과위원회 위원
- 대한민국 법제처 행정·법제 분야 국민법제관
- 대한법률구조공단 공익법무관
- 은평메디텍고등학교 학교폭력자치위원회 위원
- 한국철강협회 통상법무팀 과장
- 김앤장 법률사무소 변호사
- 법무법인 주원 소속 변호사 순천사무소장
- 정치발전소 이사
- 젊은보수 대표
- 미래통합당 전라남도당 순천시·광양시·곡성군·구례군 갑 당원협의회 운영위원장
- 국민의힘 전라남도당 순천시·광양시·곡성군·구례군 갑 당원협의회 운영위원장
- 국민의힘 혁신위원
- 2024. 1. 개혁신당(가칭) 창당준비위원회 위원장
- 2024. 1.~ 개혁신당 전라남도당 위원장
- 2024. 1.~2024. 5. 개혁신당 최고위원
- 2024. 4. 10. 대한민국 제22대 국회의원 선거 당선[비례대표(순번 2번), 개혁신당, 초선][2][3]
- 2024. 5.~ 개혁신당 원내대표
- 2024. 5.~ 개혁신당 전라남도당 순천시·광양시·곡성군·구례군 갑 조직위원회 위원장
- 2025. 1.~2025. 1. 개혁신당 당대표 직무대행
- 2025. 1.~2025. 1. 개혁연구원 이사장 직무대행
- 2025. 1.~2025. 7. 개혁신당 당대표 권한대행
- 2025. 1.~2025. 5. 개혁연구원 이사장 권한대행
- 2025. 2.~ 개혁신당 인재영입위원장
- 2025. 5.~2025. 7. 개혁연구원 제4대 이사장
- 2025. 4. 8.~2025. 6. 3. 제21대 대통령 선거 개혁신당 이준석 대통령 후보 상임선거대책위원장

## 의정 활동
- 2024년 5월 30일~: 제22대 국회의원(비례대표, 개혁신당, 초선)
  - 2024년 5월~2025년 7월: 제22대 국회 전반기 국회운영위원회 위원
  - 2024년 5월~: 제22대 국회 전반기 기획재정위원회 위원
  - 2024년 12월~2024년 12월: 제22대 국회 대법관(마용주) 임명동의에 관한 인사청문 특별위원회 위원
  - 2025년 6월~: 제22대 국회 전반기 예산결산특별위원회 위원

## 역대 선거 결과
|  | 3.02% |

|  | 3.61% |

## 소속 정당
| 소속 정당 | 소속 정당  | 소속 기간 | 비고      |
| --------- | ---------- | --------- | --------- |
|           | 무소속     | 2018~2020 | 정계 입문 |
|           | 미래통합당 | 2020      | 창당      |
|           | 국민의힘   | 2020~2023 | 당명 변경 |
|           | 무소속     | 2023~2024 | 탈당      |
|           | 개혁신당   | 2024~현재 | 창당      |

## 같이 보기
- 대한민국 제22대 국회의원 선거 개혁신당 후보 목록#비례대표